# Volvo PV60
Volvo PV60 är en bilmodell som tillverkades av Volvo under åren 1946-1950. Den ersatte förkrigsmodellen PV53-56.
Utvecklingen hade påbörjats under 1939 och bilen presenterades för allmänheten tillsammans med PV444 i september 1944, men på grund av andra världskriget kunde tillverkningen inte starta förrän i december 1946.
Mekaniskt lutade sig PV60 tillbaka på sin föregångare, men nu hade man gått tillbaka till individuell framvagnsupphängning, något man sett senast på PV36 Carioca. Till både det inre och yttre var PV60 extremt amerikainfluerad, ända ner till rattväxelspaken.
Men stora, amerikanskinspirerade vagnar var inte särskilt populära i efterkrigsekonomin och PV60 kom att bli Volvos sista stora sexcylindriga personvagn på många år. En prototyp av den nya bilen, PV60, hade provkörts redan i september 1939 och 1942/43 byggdes ytterligare fyra prototyper. De var alla mycket tydligt inspirerade av amerikansk bildesign och till skillnad från den slutliga versionen hade de fyra prototyperna bakdörrar med gångjärn baktill.  Totalt tillverkades 3006 exemplar av PV60 och ytterligare 500 exemplar av chassivarianten PV61.
Av någon anledning registrerades alla tillverkade vagnar som 1946 års modell, trots att huvuddelen tillverkades under 1949-1950.

## Tekniska data
Motor:		typ ED, rak sexcylindrig sidventilsmotor
- Cylindervolym:	3670 cm3
- Borr x slag:	84,14x110 mm
- Effekt:		90 hk

Växellåda:	3-växlad manuell, med osynkroniserad 1:a. Överväxel mot pristillägg
Hjulbas:	285 cm